# Масово убийство в Нови Алдах
Масовото убийство в Нови Алдах е убийство на 56 мирни жители в селището Нови Алдах и прилежащите райони на град Грозни от части на ОМОН от Санкт Петербург на 5 февруари 2000 г.

## Предистория

### Нови Алдах
Селото е основано през 1837 г., а през 1950 г. се разраства от пристигналите депортирани чеченци. В началото на 1990 г. населението е около 10 000 жители. Селото разполага с библиотека, училище, поликлиника. Всички жители работят в Грозни.

### Ситуацията в Нови Алдах през зимата на 1999 – 2000 г.
През есента на 1990 г. с началото на навлизане на федерални сили в Чечня част от жителите напускат селото, въпреки че значителна част остава по домовете си. От началото на декември 1999 г. до края на януари 2000 г. (по времето на обсадата на Грозни) селото е подложено на масирани бомбардировки и артилерийски обстрел, независимо че в него няма позиции на чеченските бойци. През този период биват убити или умират от глад и изтощение 75 жители. По думите на местни жители в селото пристига отрядът на чеченския сепаратист Ахмед Закаев, но не намирайки място, където да се разположи и съгласявайки се с молбата на старейшините да не създава опасност за селото, той се изтегля от селото и се разполага на 2 km от него.
На 3 февруари около 100 жители с бели флагове се насочват към руските позиции, но по тях бива открита стрелба. При тази стрелба е тежко ранен 1 човек – Николай (руснак), който по-късно умира, защото войниците забраняват да му се оказва помощ. Впоследствие група местни жители отиват при руския полковник Лукашев, пред когото потвърждават, че в селото няма чеченски бойци и получават обещание за прекратяване на стрелбата. Обстрелът на селото е прекратен през следващия ден 4 февруари. През този ден в селото пристигат руски военнослужещи с цел паспортна проверка. Те предупреждават местното население за предстоящото прочистване („Вървете си! След нас идват зверове! Те имат заповед да убиват!“). Жителите не им повярват или не разбират смисъла на техните предупреждения.

## Масови убийства
На 5 февруари Нови Алдах е прочистено от 2 подразделения, които се държат по различен начин. Подразделението, прочистващо южната страна, извършва грабежи, но не убива. По твърдение на някои източници подразделението, прочистващо северната страна, а именно ОМОН от Санкт Петербург, е убило 56 души (към това число се причисляват и 10 души, убити край Грозни), включително 6 жени, 11 души на възраст 60 и повече години – единият убит е роден през 1924 г. Между убитите е и бебе на една година – Хасан Естамиров, и бременна жена в 9-ия месец – Тоита Естамирова. Вестник „Нова газета“ цитира свидетели, според които на 49-годишния Султан Темиров е отрязана главата и хвърлена на кучетата. Убитите по националност са чеченци, като има и двама руснака, в това число и Елена Кузнецова (на 70 години). В същия ден са извършени убийства и в други райони около Грозни. Други жители успяват да се спасят чрез откуп. По данни на обществената организация „Мемориал“ жертвите биха били повече, ако селската лекарка Асет Чадаева не бягала от двор на двор и не заставяла хората да излязат от къщите си и да се съберат на тълпа. Правозащитни организации свидетелстват и за случаи на изнасилвания и палежи.

## Доказателства за убийствата
На 23 февруари правозащитната организация Human Rights Watch първа разпространява списък с 34 убити. Тази информация получава широко разпространение едва след месец. На 18 март съобщението за престъпрелнието е разпространено от Франс Прес, която се позовава на очевидец – жител на селището Мусу. На 19 март за убийството съобщава Евгений Киселев в телевизионното предаване „Итоги“ по НТВ, позовавайки се на съобщение на Human Rights Watch. По телевизията се излъчва заснет материал, сниман в селището Нови Алдах. След като станало ясно, че въпросът за Нови Алдах ще влезе в Парламентарната асамблея на Европа, на 20 март в Страсбург се отправя специален пратеник на президента на Русия по защита на правата на човека в Чеченската република. В. Каламанов съобщава, че в неговото ведомство са постъпили съответни запитвания. Едновременно с това Сергей Ястрежембски съобщава, че „военната прокуратура работи в този населен район. Информация за съпричастността на военнослужещите, които изпълняват военната си служба в Чечня по линия на Министерството на отбраната, не е установена. На 21 март аналогично твърдение изказва и Главната военна прокуратура: „Веднага след трагедията е заявено, че разстрелът на мирни граждани е извършено от руски военнослужещи, доколкото въоръжените хора са били облечени с руски военни камуфлажи. Разследването, което се провежда съвместно с ФСБ, показва, че руските военни нямат никакво отношение към разстрела на мирни жители в село Нови Алдах.“

## Следствие
На 3 март 2000 г. Военната прокуратура издава постановление, с което отказва да образува наказателно дело предвид на това, че "военнослужещи от частите на Министерството на отбраната и Министерството на вътрешните работи на Руската Федерация, намиращи се под контрола на органите на военната прокуратура, в посочените дни не са водили бойни действия в селището Нови Алдах и не са извършвали паспортна проверка. Водени са операции на ОМОН от Главното управление на вътрешните работи от Санктпетербургска и Рязанска област, които не са под контрола на военната прокуратура. Материалите са изпратени в прокуратурата в град Грозни, която на 5 март образува наказателно дело. През втората половина на април по настояване на местните жители се извършва ексхумация. По подозрение за съпричастност към престъплението е задържан Бабин – боец от поделението на ОМОН на Санкт Петербург. Обвинен е в убийството на възрастна жена и кражба на 340 рубли, като по-късно той се укрива.
В постановление на Европейския съд по правата на човека по делото Естамирови се твърди, че разследването по това дело е прекъсвано 3 пъти и възстановявано 4 пъти. В крайна сметка 7 пъти разследването по предварителното производство е прехвърляно от следовател на следовател. По мнение на Страсбургския съд половината от документите по делото Естамирови са съставени в периода 20 – 24 юли 2003, тоест след като Русия е известена за жалбата на семейство Естамирови в Страсбург. Конкретно става въпрос за резултатите от балистичната експертиза, които, независимо че са били изготвени през 2000 г., се предават на властите едва през юли 2003 г. При това „запитванията за предоставяне на информация, свързана с военни подразделения, направени от следствието през 2003 г., съдържат грешни дати на убийствата – в края на февруари 2000 г., и поради това не могат да доведат до получаване на реален резултат. Редица от необходимите следствени действия са извършени с голямо закъснение, а други въобще не са извършени. Роднините на убитите, независимо от обичайната съдебна практика, не са признати за потърпевши и на това основание напълно са изключени от следствените процедури“.

## Решение на Европейския съд по човешки права
На 12 декември 2006 г. Европейският съд по правата на човека в Страсбург издава присъда по обвинението на живеещото в САЩ семейство Естамирови срещу Русия. Съгласно присъдата руската страна е нарушила 2 и 13 член от Европейската конвенция за защита правата на човека и основните свободи, които гарантират правото на живот и ефективната съдебна защита, и осъжда Русия да изплати на Естамирови 220 хил. евро, като 70 хил. евро от тази сума в полза на 10-годишния Хюсеин Естамиров, „на когото родителите са убити“.
Друг иск бива подаден от останалите в Русия жители на селото (делото Мусаев и други срещу Русия) и подкрепян от правозащитната организация „Мемориал“ – Москва, и Европейския център по защита правата на човека – Лондон. Руската страна не отричала, че в този ден части на ОМОН от Санкт Петербург са извършвали специални операции, но уточнява, че участието на бойци от ОМОН не е доказано. Съдът в Страсбург отхвърля доводите на руската страна и на 26 юли 2007 издава решение, съгласно което отговорността за неправомерните убийства на роднините на ищците е изцяло на властите, както и отговорността за неефективните съдебни действия. Съдът осъжда Русия да изплати компенсация за морални щети на Юсуп Мусаев – 35 хил. евро, Сюлейман Магомадов – 30 хил. евро, Тамара Магомадова – 40 хил. евро, Малика Лабазанова и Хасан Абдулмеджидов – 40 хил. евро. Освен това на Тамара Магомадова да се изплатят 8 хил. евро за понесени морални щети, както и да се изплатят съдебните разноски по делото на стойност 14 050 евро и 4580 фунта стерлинги.

## Терористични актове като отмъщение за убийствата в Нови Алдах
Вестник „Независимая газета“, позовавайки се на сайта на чеченските терористи „Кавказ-Център“, съобщава че Лом-Али Чеченски поема отговорността за взрива в Московското метро на 6 февруари 2004 г., заявявайки че взривът е отмъщение за зверствата на федералните сили в Чечня. Вестникът цитира откъс от писмото: „Ние заявяваме началото на етапа на възмездие към Русия. Нашето първо прочистване премина успешно на 6 февруари в московското метро. Запомнете! Това е отмъщение за Нови Алдах на 6 февруари 2000 и това е само началото“.